# Perxe de Ca Massango
El Perxe de Ca Massango és una obra de la Pobla de Massaluca (Terra Alta) inclosa a l'Inventari del Patrimoni Arquitectònic de Catalunya.

## Descripció
Perxe amb edificació d'habitatge a sobre, configurat per dos arcs apuntats, de carreus. El sostre és de bigues de fusta situades a molt poca distància que es recolzen als murs de l'interior del perxe més altres bigues en sentit perpendicular a les altres que les reforcen. El petit espai entre bigues està tapat amb teules àrabs i, a sobre hi ha el replè fins al terra del pis superior. No hi ha restes d'obertures cegades i les que es veuen són actuals o del segle xviii a tot tardar.